# Santa Melissa
Melissa (Brescia, 28 febbraio 126 – Marcianopoli, 16 settembre 157) fu una vergine e martire delle tradizioni cristiane del II secolo, venerata come santa.
Secondo la leggenda, era una missionaria della penisola italiana e avrebbe vissuto a Marcianopoli con la missione di evangelizzare altri popoli. Allo stesso tempo, la Tracia, la regione in cui si trovava la città, era controllata dal governatore Antioco. Fu martirizzata da lui durante la persecuzione dell'imperatore Antonino Pio.
La sua festa liturgica è celebrata il 16 settembre dalla Chiesa cattolica e dalla Chiesa greco-ortodossa.

## Agiografia
Melissa, cristiana devota originaria della regione di Brescia, in Italia, fu inviata come missionaria in Tracia durante il regno di Antonino Pio. Là, sotto il governo del persecutore Antioco, la sua predicazione portò alla conversione di molti pagani, fatto che ne provocò l’arresto. Dotata di doni miracolosi, distrusse gli idoli di Apollo ed Ercole, suscitando scandalo tra i gentili e aggravando l’ira delle autorità. Rifiutandosi di rinnegare la fede cristiana, fu affidata alla moglie di Antioco e a un gruppo di donne influenti che tentarono, inutilmente, di persuaderla ad abbandonare la sua fede.
Il tentativo di farla abiurare fallì. Melissa resistette a ogni forma di pressione e riuscì a convertire la moglie di Antioco e altre donne del circolo pagano. La stessa donna incaricata di condurla all’idolatria si convertì al cristianesimo. Insieme, iniziarono a evangelizzare in segreto, affrontando il costante pericolo della persecuzione.
Quando Antioco scoprì la conversione della moglie, si infuriò violentemente e ordinò l’immediata esecuzione di entrambe. Melissa e la consorte del governatore furono decapitate, suggellando la loro testimonianza di fede con il martirio. Melissa affrontò la morte con coraggio incrollabile, come chi cammina verso la gloria, ricevendo la corona eterna riservata ai santi martiri.
Tempo dopo, un cristiano macedone di nome Acacio, che stava passando per Marcianopoli sulla via del ritorno alla sua terra natale, venne a sapere che le reliquie sacre di Santa Melissa giacevano ancora insepolte. Mosso da pietà e zelo, si rivolse al governatore e chiese il permesso di portare con sé il corpo della santa per darle una degna sepoltura nella sua regione. Antioco, ignorando la vera intenzione di Acacio, gli concesse l'autorizzazione.
Acacio collocò con cura i resti mortali di Santa Melissa in un baule e partì subito per mare. Tuttavia, durante il viaggio si ammalò gravemente e morì. La nave approdò su un promontorio dell’isola di Lemno e lì, secondo la volontà del defunto, i compagni di viaggio seppellirono le reliquie della santa martire. Lo stesso Acacio, che aveva mostrato tanto amore e reverenza per i martiri di Cristo, fu sepolto accanto alla tomba di Santa Melissa.
La memoria di Santa Melissa e di Acacio rimane viva nella tradizione cristiana come esempio di fedeltà, zelo apostolico e incrollabile devozione. La loro storia rappresenta non solo il trionfo della fede sulla persecuzione, ma anche la forza della verità evangelica, capace di trasformare i cuori anche all'interno delle strutture di potere pagane dell’Impero Romano.

## Culto
Secondo il calendario gregoriano, il giorno della sua festa è il 16 settembre.
Dal Martirologio Romano: